# كأس فرنسا 2024–25
كأس فرنسا 2024–25 (بالفرنسية: Coupe de France de football 2024–25)‏ هو الموسم الـ108 من مسابقة الكأس الرئيسية لكرة القدم في فرنسا. تم تنظيم المسابقة من قبل الاتحاد الفرنسي لكرة القدم (FFF) وهو مفتوحة لجميع الأندية في كرة القدم الفرنسية، وكذلك الأندية من المقاطعات والأقاليم الخارجية (غوادلوب، غيانا الفرنسية، مارتينيك، مايوت، تاهيتي، ريونيون، سان مارتن، وسان بيير وميكلون). بسبب الاضطرابات في كاليدونيا الجديدة 2024، لم تشارك أندية كاليدونيا الجديدة في مسابقة هذا العام.
حامل اللقب هو باريس سان جيرمان، الذي هزم ليون 2–1 في نهائي العام السابق ليحقق لقب كأس فرنسا الخامس عشر ويوسع رقمه القياسي. 
فاز باريس سان جيرمان على ريمس بنتيجة 3–0 في النهائي ليحقق اللقب السادس عشر في كأس فرنسا ويوسع رقمه القياسي.